# Gira 2021-2022: Suena Don Osvaldo
Es la tercera gira que realizó la banda de rock argentino Don Osvaldo. Comenzó el 1 de febrero de 2021 y terminó el 3 de diciembre de 2022. Se realizó para presentar la segunda parte del primer disco, llamada exactamente Casi Justicia Social II. Comenzaron con las primeras 11 funciones en Córdoba, regresando a los escenarios luego del encierro por la pandemia. Luego dieron dos shows en Uruguay y regresaron a la Argentina para hacer un quinteto de shows en Santa Fe. Volvieron a tocar en septiembre otra vez en el mismo lugar en donde arrancó la gira de regreso. Luego dieron 8 conciertos en Rosario, y luego otro más en territorio cordobés. Cierran el año 2021 con tres conciertos en el interior del país, terminando la primera parte de la gira. Inician el año 2022 con un doblete en Mar del Plata, para seguir luego por Baradero y General Rodríguez. Luego volvieron a Rosario y Mar del Plata, para luego seguir por el Litoral y Paraguay. Vuelven otra vez a Córdoba y realizaron su primera gira por España, con 5 fechas al hilo. Vuelven a la Argentina para dar conciertos en el Sur y un triplete en Quilmes, para luego tocar en Chile por segunda vez y otra vez en Quilmes, y terminar la gira en Uruguay, para luego lanzar su nuevo disco, que terminaron de grabar en un año y se titula Flor de ceibo.

## Lanzamiento del disco y gira

### 2019
El 3 de diciembre, la banda lanza la segunda parte del disco debut, titulada Casi Justicia Social II. Este disco contiene canciones de los inicios de la banda, más exactamente en 2014, mientras dos integrantes cumplían su condena por la tragedia ocurrida 10 años antes. Consta de 16 temas, superando por uno a la primera parte de este disco. Este es el primer álbum con Gastón Videla en la segunda guitarra tras la salida de Abel Pedrello. Para este nuevo álbum, la banda cuenta con la siguiente formación: Patricio Santos Fontanet (voz), Christian Torrejón (bajo), Álvaro "Pedi" Puentes (guitarra líder), Gastón Videla (guitarra rítmica), Leopoldo Janín (saxo), Luis Lamas (batería), Juan Julio Falcone (percusión) y Gabriel "Apu" Gerez (teclados). Para el año posterior estaba planeado hacer una gira de presentación del disco por el país, pero debido a que la Pandemia de Coronavirus que ya se aproximaba, empezaba a azotar el país y el mundo, los planes de esa gira se vieron retrasados hasta 2021.

### 2021
Vuelven a los escenarios con los primeros 11 shows en la Plaza de la Música, pactados para el mes de febrero de ese año, después del largo confinamiento por la Pandemia de Coronavirus mencionada más arriba. Los primeros once conciertos se desarrollaron el 1, 2, 4, 5, 7, 9, 10, 12, 13, 15 y 16 de febrero, superando así la cantidad de conciertos dados entre junio y julio de 2018. Estos primeros once shows dieron inicio formalmente a la presentación del segundo álbum de la banda. El nombre de esta gira se debe a la canción Suerte, decimocuarto tema del álbum debut de la banda. Los días 6 y 7 de marzo, la banda regresó a Uruguay después de dos años para dar un doblete en el Antel Arena. Luego, la banda regresa a la Argentina para tocar durante 5 fechas seguidas. Se desarrollaron en el Anfiteatro Juan de Garay, más exactamente durante los días 24, 25, 27, 28 y 30 de marzo, todas ellas con entradas agotadas. Vuelven a los escenarios con otras tres nuevas fechas en la Plaza de la Música, llegando ya a 35 conciertos en un mismo lugar en siete años. Tuvieron lugar en septiembre. Entre el 13 y 22 de octubre, la banda da una serie de 8 conciertos en Rosario, donde volvieron tocar después de 5 años. Se desarrollaron en el Salón Metropolitano. El 18 de noviembre regresaron por trigésimo sexta vez a la Plaza de la Música. Dos días después tocaron en el Club Central Córdoba. El 9 de diciembre tocaron en el estadio de Sportivo Desamparados, y luego cerraron el año con un concierto en el Balneario Municipal de Villa de Merlo.

### 2022
Comienzan un nuevo año con dos conciertos detonadores en Silos Arena los días 15 y 16 de enero. Los días 2 y 3 de abril dieron dos conciertos en el Anfiteatro Municipal de Baradero. Luego dieron un doblete en el Club Alem de General Rodríguez. Un mes después vuelven nuevamente al Metropolitano. Los días 2 y 3 de julio dieron dos conciertos en GAP. El 9 de julio, la banda toca por primera vez en Paraguay. El recital se desarrolló en el SND Arena. El 12 de julio regresaron a nuestro país para tocar en Umma. Dos días después tocaron en el estadio de Chaco For Ever. El 6 de agosto, la banda da, por ahora, el último show en territorio sudamericano, desarrollado por vez número 37 en la Plaza de la Música. Entre los días 2 y 10 de septiembre, la banda toca por primera vez en España, en el marco del ciclo denominado Gira Castelao, con 5 fechas completamente repletas. El nombre de este ciclo es en homenaje a un reconocido ensayista, médico, político, narrador, dibujante y dramaturgo español, que desarrolló gran parte de su vida en Argentina. Justamente se trata de Castelao, quien era oriundo de Rianjo, un pueblo de la provincia de La Coruña, y quien era considerado el padre del nacionalismo gallego. Las ciudades elegidas para esta nueva gira fueron Madrid (2 de septiembre), Barcelona (4 de septiembre), Málaga (7 de septiembre), Valencia (8 de septiembre) y Vigo (10 de septiembre). 20 días después, tras terminar la Gira Castelao, la banda regresa a la Argentina para tocar en el Estadio Ruca Che, y al día siguiente en el Club Universitario FISA de Bahía Blanca. Tocaron luego en el estadio de Quilmes los días 14, 15 y 17 de octubre. El 5 de noviembre regresaron a Chile después de 7 años. El concierto tuvo lugar en el Teatro Coliseo de la capital de ese país. 21 días después, la banda regresa otra vez a la Argentina para tocar nuevamente en el estadio de Quilmes. Se cierra la gira con un nuevo concierto en el Teatro de Verano el día 3 de diciembre, el tercero de la banda en este recinto.

## Conciertos
| Fecha                    | Ciudad                | País      | Recinto                    |
| ------------------------ | --------------------- | --------- | -------------------------- |
| América del Sur          |                       |           |                            |
| 1 de febrero de 2021     | Córdoba               | Argentina | Plaza de la Música         |
| 2 de febrero de 2021     | Córdoba               | Argentina | Plaza de la Música         |
| 4 de febrero de 2021     | Córdoba               | Argentina | Plaza de la Música         |
| 5 de febrero de 2021     | Córdoba               | Argentina | Plaza de la Música         |
| 7 de febrero de 2021     | Córdoba               | Argentina | Plaza de la Música         |
| 9 de febrero de 2021     | Córdoba               | Argentina | Plaza de la Música         |
| 10 de febrero de 2021    | Córdoba               | Argentina | Plaza de la Música         |
| 12 de febrero de 2021    | Córdoba               | Argentina | Plaza de la Música         |
| 13 de febrero de 2021    | Córdoba               | Argentina | Plaza de la Música         |
| 15 de febrero de 2021    | Córdoba               | Argentina | Plaza de la Música         |
| 16 de febrero de 2021    | Córdoba               | Argentina | Plaza de la Música         |
| 6 de marzo de 2021       | Montevideo            | Uruguay   | Antel Arena                |
| 7 de marzo de 2021       | Montevideo            | Uruguay   | Antel Arena                |
| 24 de marzo de 2021      | Santa Fe              | Argentina | Anfiteatro Juan de Garay   |
| 25 de marzo de 2021      | Santa Fe              | Argentina | Anfiteatro Juan de Garay   |
| 27 de marzo de 2021      | Santa Fe              | Argentina | Anfiteatro Juan de Garay   |
| 28 de marzo de 2021      | Santa Fe              | Argentina | Anfiteatro Juan de Garay   |
| 30 de marzo de 2021      | Santa Fe              | Argentina | Anfiteatro Juan de Garay   |
| 2 de septiembre de 2021  | Córdoba               | Argentina | Plaza de la Música         |
| 3 de septiembre de 2021  | Córdoba               | Argentina | Plaza de la Música         |
| 5 de septiembre de 2021  | Córdoba               | Argentina | Plaza de la Música         |
| 12 de octubre de 2021    | Rosario               | Argentina | Salón Metropolitano        |
| 13 de octubre de 2021    | Rosario               | Argentina | Salón Metropolitano        |
| 15 de octubre de 2021    | Rosario               | Argentina | Salón Metropolitano        |
| 16 de octubre de 2021    | Rosario               | Argentina | Salón Metropolitano        |
| 18 de octubre de 2021    | Rosario               | Argentina | Salón Metropolitano        |
| 19 de octubre de 2021    | Rosario               | Argentina | Salón Metropolitano        |
| 21 de octubre de 2021    | Rosario               | Argentina | Salón Metropolitano        |
| 22 de octubre de 2021    | Rosario               | Argentina | Salón Metropolitano        |
| 18 de noviembre de 2021  | Córdoba               | Argentina | Plaza de la Música         |
| 20 de noviembre de 2021  | San Miguel de Tucumán | Argentina | Club Central Córdoba       |
| 9 de diciembre de 2021   | San Juan              | Argentina | Club Sportivo Desamparados |
| 11 de diciembre de 2021  | Villa de Merlo        | Argentina | Balneario Municipal        |
| 15 de enero de 2022      | Mar del Plata         | Argentina | Silos Arena                |
| 16 de enero de 2022      | Mar del Plata         | Argentina | Silos Arena                |
| 2 de abril de 2022       | Baradero              | Argentina | Anfiteatro Municipal       |
| 3 de abril de 2022       | Baradero              | Argentina | Anfiteatro Municipal       |
| 21 de mayo de 2022       | General Rodríguez     | Argentina | Club Alem                  |
| 22 de mayo de 2022       | General Rodríguez     | Argentina | Club Alem                  |
| 25 de junio de 2022      | Rosario               | Argentina | Salón Metropolitano        |
| 2 de julio de 2022       | Mar del Plata         | Argentina | GAP                        |
| 3 de julio de 2022       | Mar del Plata         | Argentina | GAP                        |
| 9 de julio de 2022       | Asunción              | Paraguay  | SND Arena                  |
| 12 de julio de 2022      | Posadas               | Argentina | Umma Disco                 |
| 14 de julio de 2022      | Resistencia           | Argentina | Estadio Chaco For Ever     |
| 6 de agosto de 2022      | Córdoba               | Argentina | Plaza de la Música         |
| Europa                   |                       |           |                            |
| 2 de septiembre de 2022  | Madrid                | España    | Sala La Riviera            |
| 4 de septiembre de 2022  | Barcelona             | España    | Sala Razzmatazz            |
| 7 de septiembre de 2022  | Málaga                | España    | Sala La Trinchera          |
| 8 de septiembre de 2022  | Valencia              | España    | Sala Repvblicca            |
| 10 de septiembre de 2022 | Vigo                  | España    | MasterClub                 |
| América del Sur          |                       |           |                            |
| 30 de septiembre de 2022 | Neuquén               | Argentina | Estadio Ruca Che           |
| 1 de octubre de 2022     | Bahía Blanca          | Argentina | Club Universitario FISA    |
| 14 de octubre de 2022    | Quilmes               | Argentina | Estadio Centenario         |
| 15 de octubre de 2022    | Quilmes               | Argentina | Estadio Centenario         |
| 17 de octubre de 2022    | Quilmes               | Argentina | Estadio Centenario         |
| 5 de noviembre de 2022   | Santiago de Chile     | Chile     | Teatro Coliseo             |
| 26 de noviembre de 2022  | Quilmes               | Argentina | Estadio Centenario         |
| 27 de noviembre de 2022  | Quilmes               | Argentina | Estadio Centenario         |
| 3 de diciembre de 2022   | Montevideo            | Uruguay   | Teatro de Verano           |

## Países visitados
- Argentina
- Chile
- España
- Paraguay
- Uruguay

## Formación durante la gira
- Patricio Santos Fontanet - Voz
- Christian Torrejón - Bajo
- Álvaro "Pedi" Puentes - Guitarra líder
- Gastón Videla - Guitarra rítmica
- Leopoldo Janín - Saxo
- Luis Lamas - Batería
- Juan Julio Falcone - Percusión
- Gabriel "Apu" Gerez - Teclados